# Cònan el bàrbar
|  | Aquest article tracta sobre el personatge de ficció. Vegeu-ne altres significats a «Cònan el bàrbar (desambiguació)». |

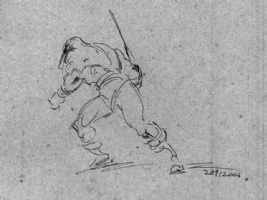
Un esbós del personatge Cònan

Cònan el bàrbar (també dit Cònan el cimmeri, degut al nom de la seva pàtria, Cimmèria) és un personatge de ficció pulp creat per l'escriptor estatunidenc Robert E. Howard als anys 1930 per a la revista Weird Tales. És un heroi, una figura ben coneguda i emblemàtica del gènere literari de la fantasia estatunidenca, i el més famós bàrbar a la ficció. Ha protagonitzat llibres, còmics i pel·lícules. En català ha sigut publicat per l'editorial Laertes.

## Llibres en català
1. Cònan. El Bàrbar (2021)
2. Cònan. La cançó de Belit (2022). Inclou cinc històries: "La reina de la Costa Negra", "Naixerà una bruixa", "La vall de les dones perdudes", "Ombres a la llum de la lluna" i "Ombres sobre Zamboula".
3. Cònan. El dimoni de ferro (2022). Tres històries: "L’ombra que llisca", "El dimoni de ferro" i "El poble del Cercle Negre".
4. Cònan. El misteriós desconegut (2023). Dues històries: "El misteriós desconegut" i "L’estany dels negres".
5. Cònan. Claus vermells (2023). Dues històries: "Claus vermells" i "Les joies de Gualhur".
6. Cònan. La ciutadella escarlata (2024). Tres històries: "Més enllà del riu Negre", "El fènix a l’espasa" i "La ciutadella escarlata".
7. Cònan. L'hora del drac (2024). És la narració més extensa de l'univers Cònan.

## Històries originals de Conan per Robert E. Howard

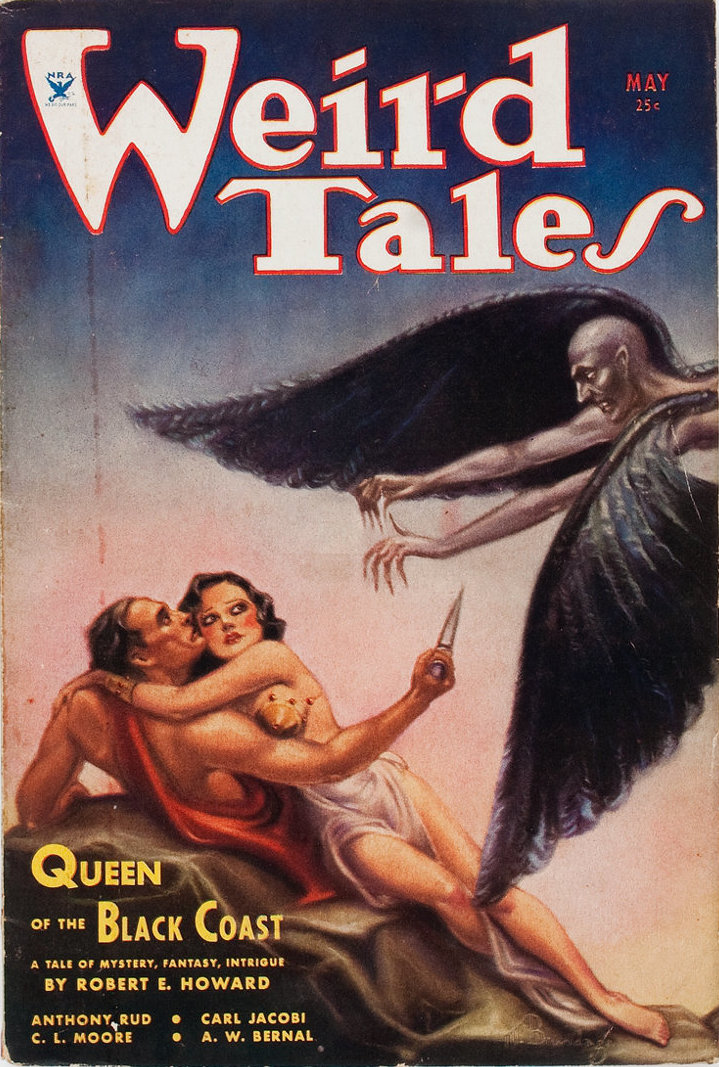
Portada de Weird Tales (maig de 1934) representant a Cònan i Bêlit a Queen of the Black Coast, una de les històries de Conan originals de Robert E. Howard.

### Històries de Conan publicades a Weird Tales
1. "The Phoenix on the Sword" (relat; vol. 20, #6, desembre 1932)
2. "The Scarlet Citadel" (relat; vol. 21, #1, gener 1933)
3. "The Tower of the Elephant" (relat; vol. 21, #3, març 1933)
4. "Black Colossus" (relat; vol. 21, #6, Juny 1933)
5. "The Slithering Shadow" (relat; vol. 22, #3, setembre 1933, títol alternatiu "Xuthal of the Dusk")
6. "The Pool of the Black One" (relat; vol. 22, #4, octubre 1933)
7. "Rogues in the House" (relat; vol. 23, #1, gener 1934)
8. "Iron Shadows in the Moon" (relat; vol. 23, #4, abril 1934, publicat com "Shadows in the Moonlight")
9. "Queen of the Black Coast" (relat; vol. 23, #5, maig 1934)
10. "The Devil in Iron" (relat; vol. 24, #2, agost 1934)
11. "The People of the Black Circle" (novel·la; vol. 24, #3–5, setembre–novembre 1934)
12. "A Witch Shall Be Born" (relat; vol. 24, #6, desembre 1934)
13. "Jewels of Gwahlur" (relat; vol. 25, #3, març 1935, titulat originalment per l'autor com "The Servants of Bit-Yakin")
14. "Beyond the Black River" (novel·la; vol. 25, #5–6, maig–juny 1935)
15. "Shadows in Zamboula" (relat; vol. 26, #5, novembre 1935, titulat originalment per l'autor com "The Man-Eaters of Zamboula")
16. "The Hour of the Dragon" (novel·la; vol. 26, #6 & vol. 27, #1–4, desembre 1935, gener–abril 1936)
17. "Red Nails" (novel·la; vol. 28, #1–3, juliol, setembre, octubre 1936)

### Història de Conan publicada a Fantasy Fan magazine
- "Gods of the North" (març 1934) – publicada com The Frost-Giant's Daughter a The Coming of Conan, 1953.[4]

### Històries no publicades en vida de Howard
- "The God in the Bowl" – Publicada a Space Science Fiction, setembre 1952.
- "The Black Stranger" – Publicada a Fantasy Magazine, febrer 1953.
- "The Vale of Lost Women" – Publicada a The Magazine of Horror, primavera 1967.

### Històries inacabades de Conan per Howard
- "Drums of Tombalku" – Fragment. Publicada a Conan the Adventurer, 1966.
- "The Hall of the Dead" – Synopsis. Publicada a The Magazine of Fantasy and Science Fiction, febrer 1967.
- "The Hand of Nergal" – Fragment. Publicada a Conan, 1967.
- "The Snout in the Dark" – Fragment. Publicada a Conan of Cimmeria, 1969.

També hi ha diverses sinopsis sense títol per a històries de Conan.

### Altre material reacionat amb Conan per Howard
- "Wolves Beyond the Border" – Una història ambientada al món de Conan on no hi surt el personatge. Fragment. Publicada el 1967 a Conan the Usurper.
- "The Hyborian Age" – Un assaig escrit el 1932 sobre l'Era Hibòria. Publicat el 1938 a The Hyborian Age.
- "Cimmeria" – Un poema escrit el 1932. Publicat el 1965 a The Howard Collector.